# Julia Tannheimer
Julia Tannheimer, född 1 augusti 2005 i Ulm, är en tysk skidskytt.
Tannheimer debuterade i Världscupen i skidskytte 12 januari 2024. Hon har tagit ett flertal VM-medaljer på juniornivån, och vann tillsammans med det tyska landslaget världscuptävlingen i stafett den 15 december 2024.